# Gérard Douffet

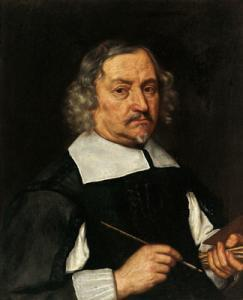
Selbstporträt

Gérard Douffet, auch d’Ouffet, Doufeet, Douffeit oder Chevaert bzw. Xhevart genannt, (* 6. August 1594 in Lüttich; † 1660 ebenda) war ein flämischer Maler.

## Leben
Gérard Douffet begann seine künstlerische Ausbildung bei J. Taulier, bevor er von 1612 bis 1614 seine künstlerische Ausbildung unter Rubens fortsetzte. Anschließend ging er nach Italien, wo er sich überwiegend in den Städten Rom und Venedig aufhielt und bis 1623 dort lebte.
Durch seine Heirat im Jahr 1628 erwarb er die Mitgliedschaft in der Krämerzunft. Durch seine steigende Bekanntheit wurde er schließlich von Ferdinand von Bayern zum persönlichen Hofmaler ernannt. 1648 wurde er zwischenzeitlich aus politischen Gründen aus Lüttich verbannt.
Sein Sohn Gérard Jean wurde am 13. Mai 1629 geboren und war später als Architekt tätig.

## Werke (Auswahl)
Douffet malte religiöse Darstellungen und historische Bildnisse. Zu seinen bekanntesten Werken gehören unter anderem:
- Prometheus, 1614, Sammlung Baron de Villenfagne, Brüssel
- Opferung der Iphigenie, St. Kornelius, Kornelimünster
- Auffindung des Kreuzes, 1624, München, Alte Pinakothek
- Papst Nikolaus am Grabe des hl. Franz, 1627, München, Alte Pinakothek
- Triptychon mit Szenen aus dem Leben Johannes des Täufers, vor 1638, Lüttich, St. Remacle
- Der Streit der Kirchenväter, 1653, Herve, Kirche
- Petrus heilt den Lahmen, Sammlung Bequet, Namur
- Stilleben mit Musikinstrumenten im Besitz der Marquise de Peralta in Angleur
- Fürbitte des hl. Rochus, Lüttich, Sainte Véronique

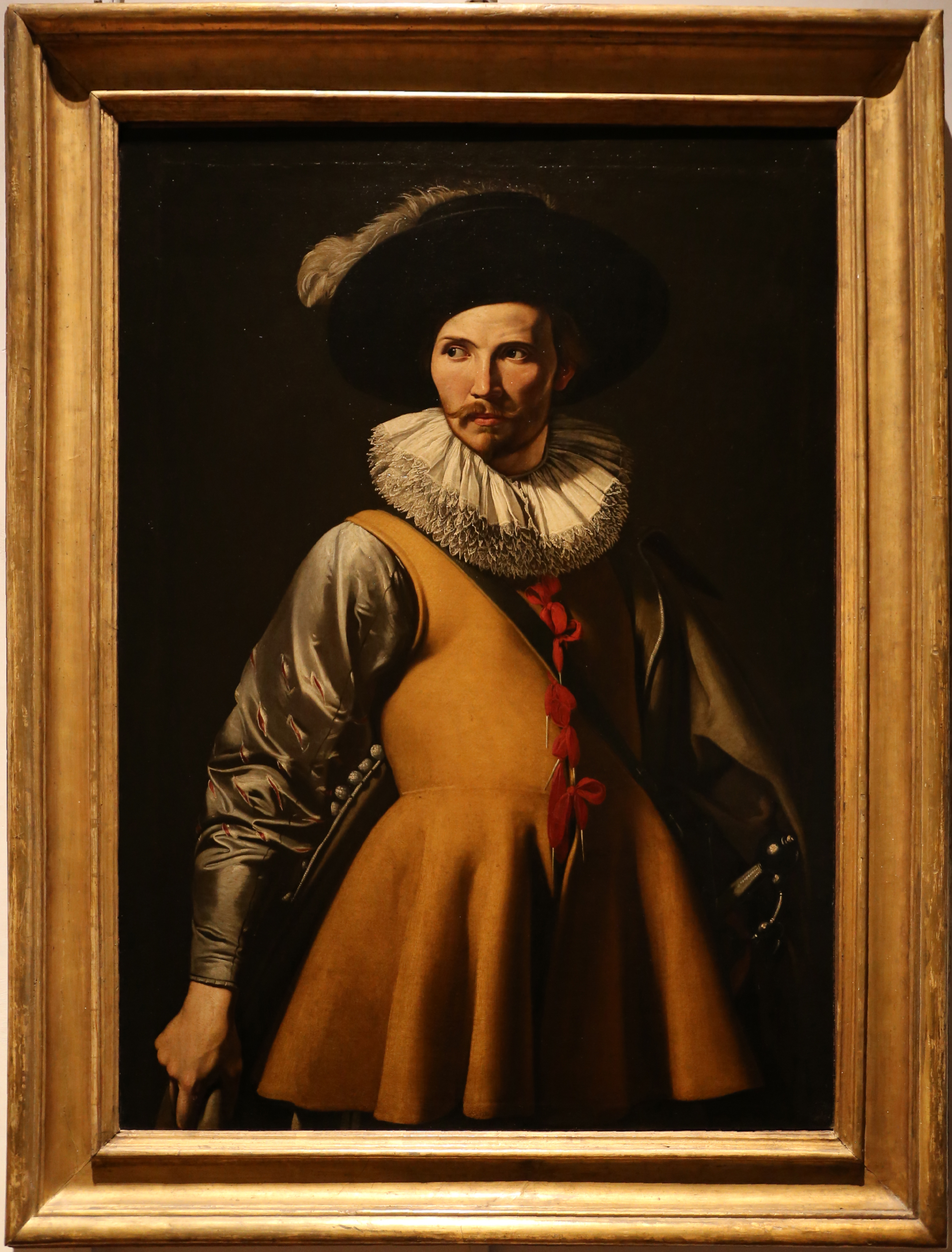
Porträt eines Herren, Uffizien, Florenz
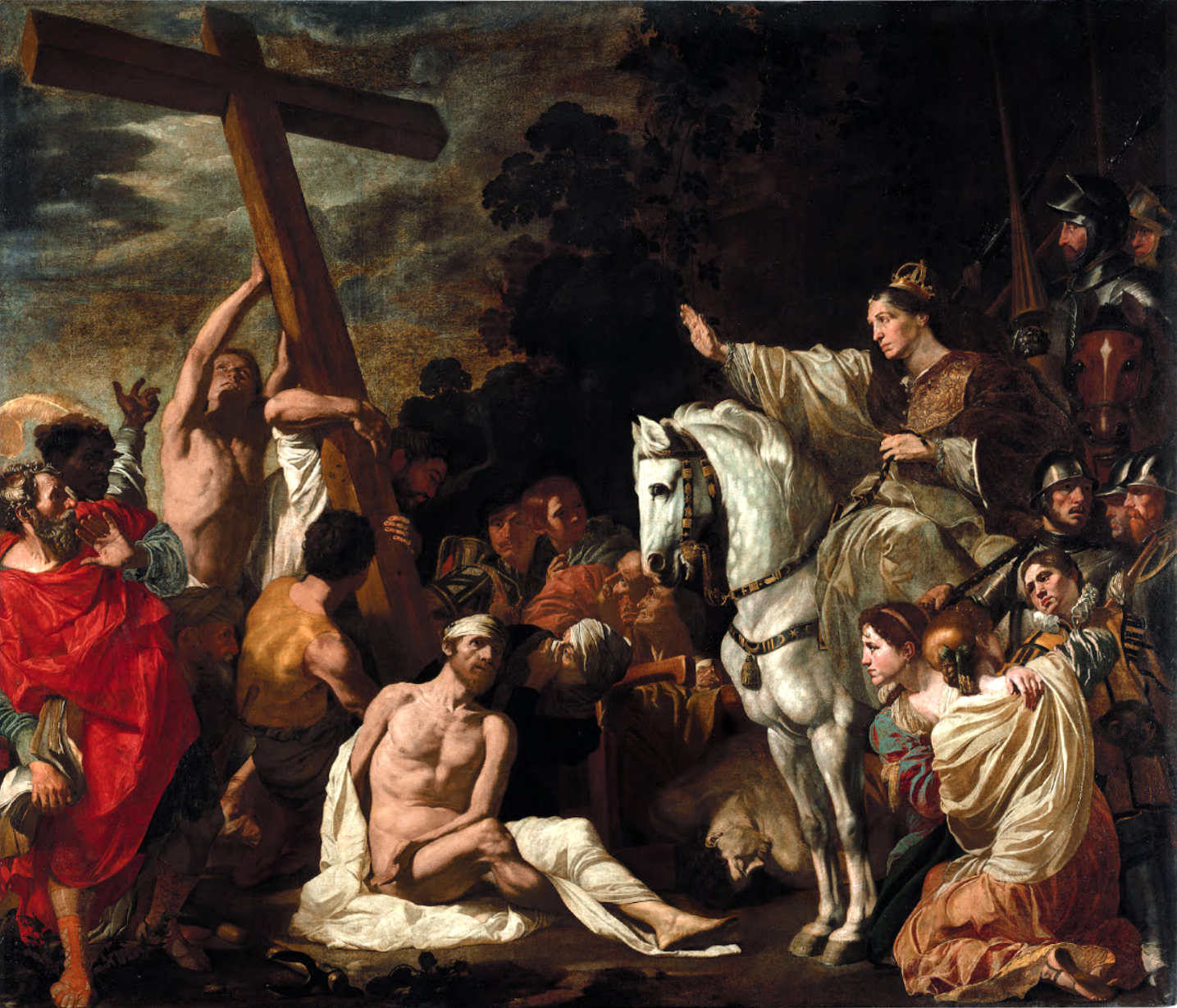
Auffindung des Kreuzes, 1624, Alte Pinakothek, München
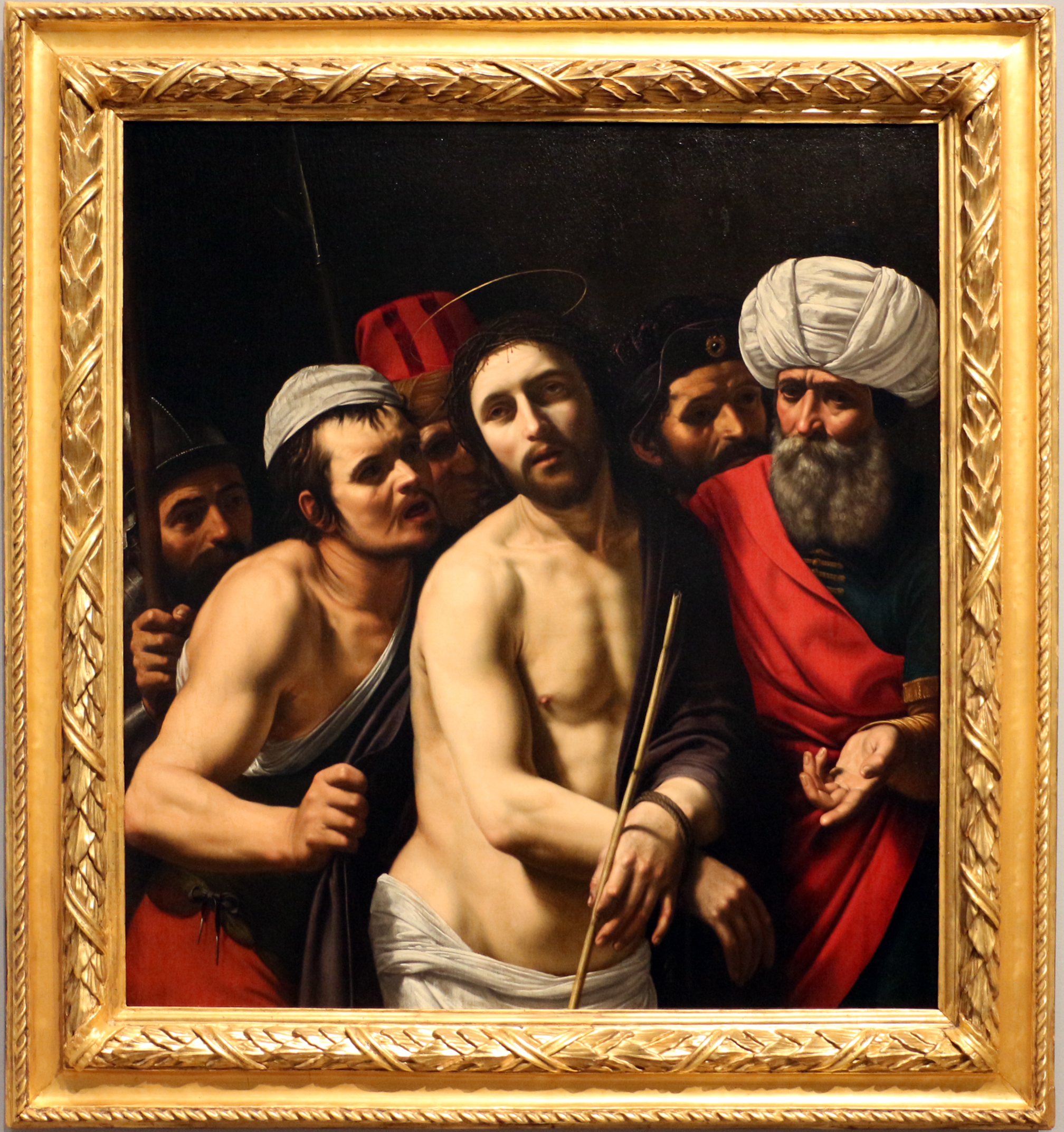
Ecce homo, um 1623, Speed Art Museum, Louisville, Kentucky
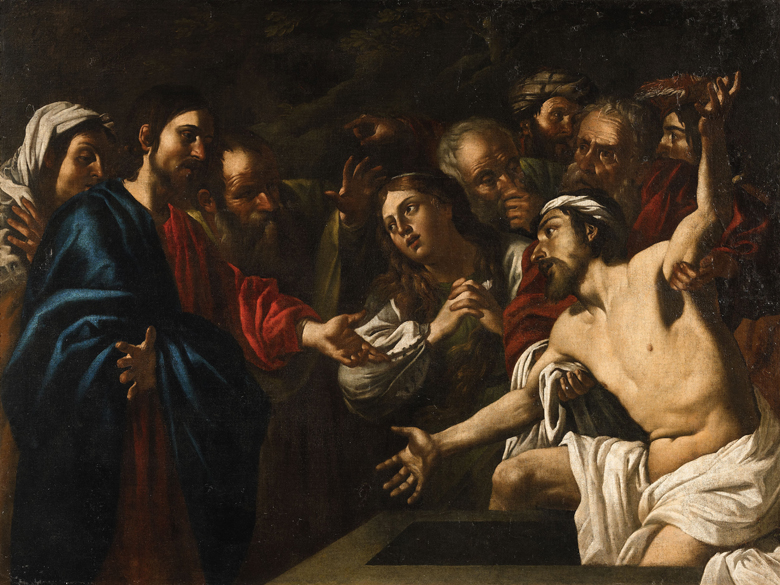
Die Auferweckung des Lazarus
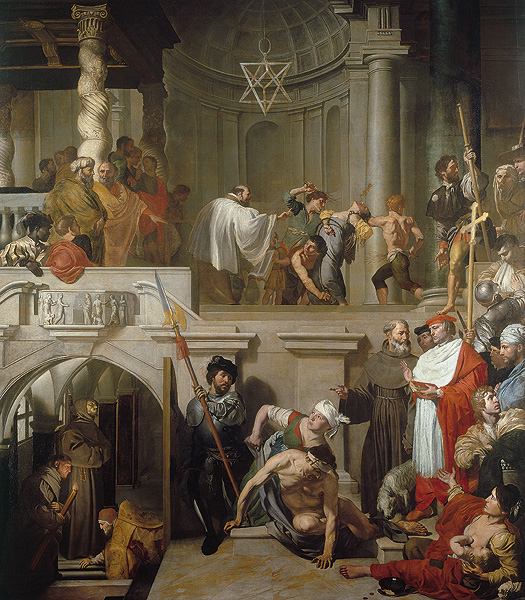
Papst Nikolaus am Grabe des hl. Franz, 1627, Alte Pinakothek, München

Douffets Stil ist stärker vom französischen als vom belgischen Malstil dieser Zeit geprägt. Rubens’ Einfluss macht sich nur in einigen Details bemerkbar, wie beispielsweise in manchen Frauengestalten und der Verwendung von Lackfarben.

## Ehrungen
In Gedenken an ihn wurde eine Straße in seiner Heimatstadt nach ihm benannt.